# Einparteiensystem
Ein Einparteiensystem (als Nebenform auch Einparteisystem) oder eine Parteidiktatur ist ein politisches System, bei dem die alleinige Herrschaft einer Partei gesetzlich festgeschrieben ist. Die Staats- oder Einheitspartei ist meist einer bestimmten Ideologie verpflichtet und hat langfristig die alleinige Regierungsgewalt inne, wobei keine Parteien, die echte inhaltliche Opposition beziehen, zugelassen sind. Einparteiensysteme stehen grundsätzlich in fundamentalem Widerspruch zur demokratischen Parteienvielfalt. Einparteiensysteme können im Regelfall nur mit staatlichem Druck und/oder Gewalt gegenüber der Bevölkerung und unter Einschränkung der Bürgerrechte aufrechterhalten werden.
Während in manchen Parteidiktaturen tatsächlich nur eine einzige zugelassene Partei existiert, erlauben andere Staaten die Existenz weiterer, sogenannter Blockparteien, die aber die absolute Führungsrolle der Einheitspartei akzeptieren müssen und nicht zu ihr im Wettbewerb stehen dürfen. Wahlen haben den Charakter von Scheinwahlen, bei denen stets nur eine Liste antritt, die eventuell vorhandene Blockparteien einschließt. Die Existenz von Blockparteien ändert dabei nichts am Charakter des Einparteiensystems.
Ungenau und im übertragenen Sinn werden auch Staaten mit Mehrparteiensystemen, die langfristig von einer Partei dominiert werden, bisweilen als „(faktische) Einparteienstaaten“ bezeichnet. Andere Parteien bleiben zwar offiziell zugelassen, haben jedoch aufgrund benachteiligender Gesetze, offener Repression, mangelnder finanzieller Ressourcen oder unzureichender Infrastruktur keine reale Chance auf einen bedeutenden Anteil an der Machtausübung. Wettbewerb zwischen den Parteien findet jedoch statt, und solche politischen Systeme müssen nicht zwangsläufig einen undemokratischen Charakter aufweisen.

## Geschichte
Als historisch erstes Einparteiensystem gilt Liberia, das zwischen 1878 und 1980 von der True Whig Party regiert wurde.
Nach der Oktoberrevolution in Russland etablierte sich dort ein Einparteiensystem zunächst leninistischer, später dann marxistisch-leninistischer Prägung, das zum Vorbild für die Volksrepubliken der Nachkriegszeit wurde. Staatstragende Partei war die (seit 1912 ausschließlich aus den radikalen Bolschewiki bestehende) Sozialdemokratische Arbeiterpartei Russlands, welche sich 1918 in Kommunistische Partei Russlands (Bolschewiki) und nach der Gründung der Sowjetunion 1925 in Kommunistische Allunions-Partei (WKP) umbenannte. Bis spätestens 1923 wurden alle anderen Parteien verdrängt, aufgelöst oder assimiliert.
Die kemalistisch-sozialdemokratische Cumhuriyet Halk Partisi war Einheitspartei der Republik Türkei von ihrer Gründung 1923 bis zum Übergang zum Mehrparteiensystem 1946.
Nach dem Vorbild des italienischen Faschismus (Machtergreifung Oktober 1922) kamen vor allem in Europa in den 1920er und 1930er Jahren faschistische Einparteiensysteme an die Macht, beispielsweise die NSDAP in Deutschland (Januar 1933), die Vaterländische Front in Österreich oder die Ustascha im Unabhängigen Staat Kroatien. Nach 1945 existierten rechtsgerichtete Einparteiensysteme noch in Spanien bis zum Tod Francisco Francos 1975, in Portugal bis zur Nelkenrevolution 1974 sowie in manchen Militärdiktaturen in Lateinamerika (etwa in der Dominikanischen Republik unter Trujillo) oder Asien. In Mexiko trug der von 1929 bis 2000 durchgehend regierende Partido Revolucionario Institucional (PRI) deutliche Züge einer Einheitspartei.
Nach dem Zweiten Weltkrieg setzten sich in vielen Ländern kommunistische Parteien durch, wie beispielsweise in der Volksrepublik China oder in Jugoslawien. Vor allem hatte die Sowjetunion (wo bis zu seinem Tode 1953 Josef Stalin als Alleinherrscher regierte) durch politischen Druck, Repressalien oder Scheinwahlen bewirkt, dass in nahezu allen von ihr während des Weltkriegs besetzten Ländern ebenfalls kommunistische Einparteiensysteme an die Macht kamen, wo sie sich dann meistens bis zum Ende des Kalten Krieges 1989 halten konnten (auch in der Sowjetunion selbst blieb bis zu deren Zerfall 1990 die KPdSU als einzig zugelassene Staatspartei an der Macht). In den sowjetischen Satellitenstaaten des sogenannten Ostblock gab es Blockparteisysteme, in denen sich verschiedene Parteien der Führung der marxistisch-leninistischen Partei unterwarfen, ein pluralistisches Mehrparteiensystem also nur zum Schein gegeben war. Vereinzelt bestehen autokratische Systeme nach sowjetisch-diktatorischem Muster bis heute (wie etwa in Nordkorea, s. o.).
Viele afrikanische und arabische Staaten wurden nach ihrer Unabhängigkeit ebenfalls Einparteienstaaten. Meist stellten die ehemaligen Befreiungsbewegungen nach der Erlangung der Unabhängigkeit die Regierungen, z. B. in Eritrea, Angola, Syrien (Baath-Partei) oder Algerien.
In Ägypten stürzten General Muhammad Nagib und Gamal Abdel Nasser 1952 den König und riefen am 18. Juni 1953 eine Republik aus. Nasser stürzte 1954 General Nagib und bestimmte bis zu seinem Tod 1970 als Präsident die Politik.

## Begründungen
Ein Einparteiensystem legitimiert sich in der Regel selbst, in Einklang mit der herrschenden Ideologie des Staates. So gibt es bei den unterschiedlichen Einparteiensystemen auch unterschiedliche Legitimationstheorien. Zu den Wichtigsten zählen die folgenden:

### Realsozialismus
Sozialistische Einparteiensysteme bezeichneten sich oft als Diktatur des Proletariats, um den Unterschied zur bürgerlichen Demokratie, der Diktatur des Kapitals, zu betonen. Die Kommunistische Partei ist, laut Eigenbezeichnung, nach dem Prinzip des demokratischen Zentralismus aufgebaut, der die Wählbarkeit von unten nach oben und die Rechenschaftspflicht von oben nach unten als zentrales Merkmal besitzt. Die Politik der (kommunistischen) Partei sei somit Ausdruck des Willens der Mehrheit des Volkes beziehungsweise der Arbeiterklasse. In der Realität wich die Politik allerdings oft stark von dem Volkswillen ab. Beispiele für solche Systeme sind unter anderem die Sowjetunion, die VR China oder Kuba.

### Kemalismus
Die von Mustafa Kemal Atatürk begründete Staatsideologie der Republik Türkei, der Kemalismus, diente bis zur Zulassung weiterer Parteien Mitte der 1940er Jahre als Legitimation für die Alleinherrschaft der CHP. Nach den Sechs Pfeilern des Kemalismus, bestehend aus Republikanismus, Populismus, Laizismus, Revolutionismus, Nationalismus und Etatismus, wird nicht im Interesse einzelner Klassen, Volksgruppen oder Religionen gehandelt, sondern im Interesse der ganzen Nation. Die kemalistische Partei ist also Ausdruck einer Herrschaft im Interesse aller. Innere Widersprüche würden durch den festgeschriebenen Revolutionismus ständig überwunden. Nach dieser Theorie war jede oppositionelle Partei unnötig.

### Faschismus und Nationalsozialismus
Faschistische Diktaturen zeichnen sich durch einen stark autoritären Führungsstil, einen Personenkult um die diktatorische Führungsfigur sowie durch den Versuch der Massenmobilisierung gegen innere und äußere Feinde und Randgruppen aus.:14–16 Diese Massenmobilisierung wird auch durch omnipräsente Staatsparteien vorangetrieben; die Existenz rivalisierender Parteien als oppositionelle Operationsbasen läuft der internen Allumfassungslogik der faschistischen Ideologien zuwider.:91
Während faschistische Parteien sich in ihrer Frühphase noch gewissen internen Auslese- und Wahlprozessen unterziehen, um eine politische Elite innerhalb der Partei herauszubilden, wächst mit der Zeit (und besonders nach einer politischen Machtergreifung) die Tendenz, dass die politische Basis der Partei ihre ohnehin begrenzte Teilhabe an politischen Entscheidungsfindungsprozessen verliert und Anweisungen ausschließlich von oben nach unten weitergegeben werden.:14–16 Im deutschen Nationalsozialismus wurde diese Praxis ab den 1920er-Jahren im NSDAP-Sprachgebrauch als Führerprinzip bezeichnet,:160 im italienischen Faschismus war der Personenkult um Benito Mussolini als ducismo bekannt,:217f. die Doktrin der Unfehlbarkeit des Francisco Franco hieß caudillaje.:26

## Gegenwart
Seit dem Fall der sozialistischen Staaten in Osteuropa und der gleichzeitigen Demokratisierungwelle in Afrika ist die Zahl der Einparteiensysteme stark zurückgegangen. 2018 können noch sechs Staaten offiziell als Einparteienstaaten betrachtet werden:
- Volksrepublik China (Kommunistische Partei Chinas seit 1949, dazu acht Blockparteien)
- Eritrea (Volksfront für Demokratie und Gerechtigkeit seit 1994)
- Kuba (Kommunistische Partei Kubas seit 1961)
- Laos (Laotische Revolutionäre Volkspartei seit 1975)
- Nordkorea (Partei der Arbeit Koreas seit 1948, dazu zwei Blockparteien)
- Vietnam (Kommunistische Partei Vietnams seit 1954, bis 1988 mit zwei Blockparteien)

International nicht allgemein anerkannt:
- Westsahara (Frente Polisario seit 1976)

Zuletzt gaben Syrien und Turkmenistan jeweils 2012 das Einparteiensystem auf und erlaubten formal Oppositionsparteien. Allerdings kontrollieren auch dort nach wie vor die Baath-Partei bzw. die Demokratische Partei Turkmenistans das politische System.
De facto bestehen außerdem in Kambodscha (Kambodschanische Volkspartei), Ruanda (Ruandische Patriotische Front) und Venezuela (Partido Socialista Unido de Venezuela) politische Verhältnisse, die auf undemokratische Weise von einer einzigen Partei dominiert werden.